# Bimbo (Stadt)

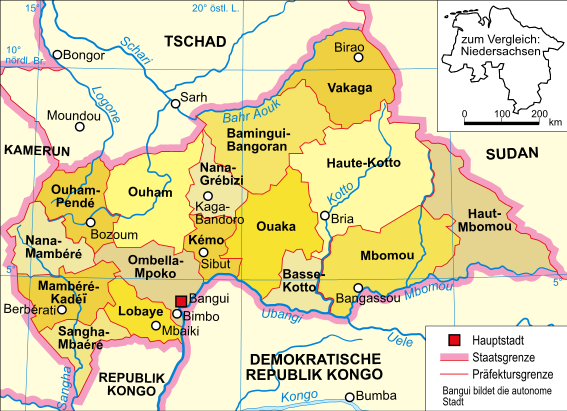
Lage von Bimbo in der Zentralafrikanischen Republik

Bimbo ist eine Stadt in der Präfektur Bangui in der Zentralafrikanischen Republik und die zweitgrößte Stadt des Landes.

## Lage und Infrastruktur
Die Stadt liegt 338 Meter über dem Meeresspiegel und bildet die gleichnamige Unterpräfektur Bimbo. Sie liegt direkt südwestlich der Hauptstadt Bangui und ist mit ihr zusammengewachsen. Der Fluss M’Poko durchquert den Süden der Stadt und mündet am südöstlichen Stadtrand in den Ubangi.
Durch Bimbo führt die Route Nationale 6, die von Bangui aus nach Westen über Bimbo, Mbaïki und Carnot bis an die Grenze zu Kamerun führt.
Im Jahr 2011 wurde nach zwei Jahren Bauzeit das Krankenhaus „Hôpital Elisabeth Domitien“ eingeweiht und 2012 in Betrieb genommen. Es wurde mit chinesische Hilfe gebaut, verfügt über 100 Betten und hat auch eine Chirurgie- und eine Gynäkologie-Abteilung.

## Bevölkerung
Bimbo hat 267.859 Einwohner (Stand 2013). Im Jahr 1988 hatte die Einwohnerzahl noch bei 10.751 gelegen. Dieses starke Wachstum verdankt die Stadt ihrer Lage in unmittelbarer Nähe der Hauptstadt.
Bevölkerungsentwicklung:
| Jahr                        | Einwohner |
| --------------------------- | --------- |
| 1988 (Zensus)               | 10.751    |
| 1993 (offizielle Schätzung) | 22.031    |
| 2003 (Zensus)               | 114.086   |
| 2007 (Berechnung)           | 146.550   |
| 2012 (Berechnung)           | 250.195   |
| 2013 (Fortschreibung)       | 267.859   |

## Geschichte
Im Jahr 1908 wurde im heutigen Bimbo ein Posten der französischen Kolonialmacht gegründet.
Die Stadt löste 1964 Bangui als Hauptstadt von Ombella-Mpoko ab. Bimbo trat diesen Status aber bereits am 12. Mai 1967 wiederum an Boali ab. Ab 1982 war der Verwaltungssitz von Ombella-Mpoko wieder in Bimbo, bis das Gebiet der Stadt im Jahr 2020 in die neugegründete Präfektur Bangui eingegliedert wurde. Boali übernahm wiederum die Funktion als Hauptstadt von Ombella-Mpoko.

## Söhne und Töchter der Stadt
- Richard Bella (* 1964), Basketballspieler
- Romain Sato (* 1981), Basketballspieler
- Fernander Kassai (* 1987), Fußballspieler